# Rainbow Dream
Albums de Mari Hamada
Misty Lady
(21 juin 1984) Blue Revolution
(21 déc. 1985)
Compilations par Mari Hamada
Magical Mystery Mari
(2 juillet 1985)
Rainbow Dream (en capitales : RAINBOW DREAM) est le 4e album de Mari Hamada.

## Présentation
L'album sort le 21 janvier 1985 au Japon sur le label Invitation de Victor Entertainment, sept mois seulement après le précédent album de la chanteuse, Misty Lady. Comme ses autres albums, il est ré-édité le 24 mars 1994 à l'occasion de ses 10 ans de carrière (présentation officielle fautive), puis le 22 octobre 2008 pour ses 25 ans de carrière, et le 15 janvier 2014 pour les 30 ans.
Comme le précédent, il est produit et écrit par Mari Hamada elle-même. C'est cette fois Tak Matsumoto qui interprète les parties de guitare. Il contient huit chansons de genre hard FM (plus une courte introduction), dont trois composées par Hamada. Deux sont des reprises : une de The Moment of Truth, single de Survivor sorti la même année et générique du film Karaté Kid (The Karate Kid), et une de Love Can Make a Fool of You (sous le titre Love, Love, Love), chanson alors inédite de Gary Moore qui figurera finalement en 2002 sur la ré-édition de son album Corridors of Power. Aucune n'est sortie en single, mais Last Scene et Free Way figureront sur plusieurs compilations de la chanteuse.

## Liste des titres
| CD    | CD                                                  | CD                                         | CD    | CD | CD | CD | CD | CD | CD |
| No    | Titre                                               | Paroles / musique                          | Durée |    |    |    |    |    |    |
| ----- | --------------------------------------------------- | ------------------------------------------ | ----- | -- | -- | -- | -- | -- | -- |
| 1.    | Rainbow Dream (RAINBOW DREAM) (introduction)        | Mari Hamada                                | 1:11  |    |    |    |    |    |    |
| 2.    | Can't You See My Life (CAN'T YOU SEE MY LIFE)       | Mari Hamada                                | 4:48  |    |    |    |    |    |    |
| 3.    | The Moment of Truth (THE MOMENT OF TRUTH) (reprise) | Dennis Lambert / Peter Beckett, Bill Conti | 3:23  |    |    |    |    |    |    |
| 4.    | Love, Love, Love (LOVE, LOVE, LOVE) (reprise)       | Gary Moore                                 | 4:27  |    |    |    |    |    |    |
| 5.    | Last Scene (LAST SCENE)                             | Mari Hamada / Hiroaki Matsuzawa (松澤浩明) | 3:53  |    |    |    |    |    |    |
| 6.    | Love Magic (LOVE MAGIC)                             | Mari Hamada / Hiroaki Matsuzawa (松澤浩明) | 4:12  |    |    |    |    |    |    |
| 7.    | Free Way (FREE WAY)                                 | Mari Hamada                                | 4:46  |    |    |    |    |    |    |
| 8.    | Lonely Woman (LONELY WOMAN)                         | Mari Hamada / Hiroaki Matsuzawa (松澤浩明) | 3:35  |    |    |    |    |    |    |
| 9.    | Hearty My Song (HEARTY MY SONG)                     | Mari Hamada                                | 4:02  |    |    |    |    |    |    |
| 34:22 |                                                     |                                            |       |    |    |    |    |    |    |

## Musiciens
- Mari Hamada : chant
- Tak Matsumoto : guitare
- Masahiko Rokukawa (六川正彦?) : basse
- Yoshihiro Naruse (鳴瀬喜博?) : basse
- Yôgo Kôno (河野陽吾?) : claviers
- Toru Hasebe (長谷部徹?) : batterie